# Luka Ploče
Luka Ploče pomorska je luka u blizini ušća rijeke Neretve u Neretvanski kanal, u gradu Pločama.

## Zemljopisni položaj
Nalazi se uz Jadransku magistralu, a brzom je cestom povezana s autocestom A1. Dio je Koridora Vc koji spaja Jadran i srednju Europu, cestovnim putem te željezničkom prugom Sarajevo – Ploče i dalje prema Bosanskom Šamcu, Osijeku i Budimpešti, što je dio petog Paneuropskog koridora.

## Povijest
Okupacijom Bosne i Hercegovine, Dalmacija se s Bosnom i Hercegovinom nalazila u zajedničkoj državi. Izgradnja puteva i željezničke mreže bio je osnovni uvjet za izvoz dobara iz Bosne i Hercegovine, što je najprije zadovoljavala luka u Metkoviću na obali Neretve koja datira od 1716. U vremenu od 1857. do 1860. luka u Metkoviću je bila vodeća među dalmatinskim lukama. Povezivanjem Metkovića i Mostara željezničkom prugom, luka je bila na drugom mjestu po prometu među jadranskim lukama, odmah iza Rijeke. Neodržavanjem plovnog puta, te gradnjom većih i bržih plovila koja nisu mogla doploviti do Metkovića punog tereta, početkom 20. stoljeća promet luke u Metkoviću počinje stagnirati. Postojala je ideja o proširenju luke u Metkoviću, ali je odbačena zbog nemogućnosti uplovljavanja plovila dubljeg gaza.
Produljenje pruge do ušća Neretve postaje aktualno 1920-ih u sklopu projekta povezivanja Beograda preko Sarajeva s novom lukom na moru. Postojali su prijedlozi da ta luka bude u Kleku ili Neumu, ali je na kraju prihvaćeno mišljenje da to bude buduća luka u Pločama. Tehnički elaborat bio je završen 1936., ali tek nakon prihvaćanja projekta luke u Pločama 1938. počinju radovi na svim dionicama. Do kraja 1940. bilo je gotovo 80% zemljanih radova, bez mostova i željezničkih postaja. Napadom Njemačke i Italije na Kraljevinu, obustavljaju se svi radovi. Talijani 1942. dovršavaju izgradnju pruge, a nakon njene kapitulacije, Njemačka obnavlja djelomično oštećenu prugu. Završetkom Drugog svjetskog rata, pruga oštećena povlačenjem Njemačke obnavlja se, te se 15. srpnja 1945. pušta u promet cijela dužina pruge od luke u Pločama do Sarajeva.
Izgradnja luke u Pločama započinje 1939. gradnjom 300 metara prve obale koja je trebala omogućiti pristajanje najvećih prekooceanskih brodova. Drugi svjetski rat usporava i zaustavlja radove. Radove ipak nastavljaju njemačke organizacije, a intenzivnu gradnju nastavljaju Talijani u drugoj polovini 1942. Do polovine 1943. sagradili su 410 metara obale i postavili jednu dizalicu. Porušeni kapaciteti obnavljaju se završetkom rata, a luka i željeznica nastavljaju s radom 15. srpnja 1945. što se uzima kao početak rada luke. Prvih godina rada preko luke se ponajviše uvozilo žito i ugljen, te izvozio boksit i drvo, a 1946. promet luke iznosio je 150.000 tona. Izgradnja željezničke pruge normalnog kolosijeka počinje 1958., a završava se njenom elektrifikacijom 1969. čime su se stekli uvjeti za tranzitni promet prema Mađarskoj, Austriji, Poljskoj te tadašnjoj Čehoslovačkoj. Integracijom poduzeća Luka Ploče i ŽTP Sarajevo 1969. dolazi do znatnog povećanja prometa. Te je godine promet iznosio 1.078.000 tona, a 1977. iznosio je 2.950.000 tona. Tolikom povećanju prometa ponajviše je doprinio razvitak industrije Bosne i Hercegovine, ponajprije Željezare u Zenici, KHK Lukavac te mostarskog Aluminija, uz konstantni razvoj kapaciteta. Najveći zabilježeni promet prije Domovinskog rata 1988. iznosio je više od 4.500.000 tona. Za vrijeme Domovinskog rata luka je radila s 5-10% kapaciteta.

## Kapaciteti Luke Ploče
Luka Ploče prostire se na ukupno 230 hektara površine, a podijeljena je prema razvojnim područjima (ha):
- rasuti tereti –  9,35 ha,
- generalni i sipki tereti – 11,42 ha,
- skladišna površina za drvo – 8,64 ha,
- hladnjača – 0,20 ha,
- posebni tereti – 20,00 ha,
- tekući tereti – 17,38 ha,
- održavanje i servis – 2,24 ha,
- putnički terminal – 1,50 ha,
- upravna zgrada – 1,44 ha,
- garaže za opremu i vozila – 2,96 ha,
- neupotrijebljeno područje – 7,29 ha,
- budući razvoj luke – 147,58 ha.

Luka raspolaže kompletnim lučkim prekrcajnim, skladišnim i svim pratećim lučkim uslugama za pružanje pretovara: generalnih tereta, kontejnerskog tereta, RO-RO prometa, suhog rasutog tereta i tekućih tereta. Raspolaže i kapacitetima za prihvat putničkih plovila, za lokalni promet prema poluotoku Pelješcu te međunarodni promet, posebno s Italijom. Lučko područje u nadležnosti Lučke uprave Ploče sastoji se od bazena Ploče i bazena Metković u kojem je moguć prihvat manjih brodova, posebno za prijevoz cementa čije je skladištenje i daljnje otpremanje omogućeno u silosu u Metkoviću.
Osnivanjem Lučke uprave Ploče 1997. kao kao vlasnika lučkoga područja i infrastrukture počinje obnova i povećanje lučkih kapaciteta. Godine 1999. luka u Pločama povezana je prvom kontejnerskom linijom s lukama na Sredozemlju. Najveći do sada zabilježeni promet iznosio je 5.100.000 tona (2008.). Po prometu je druga luka u Hrvatskoj, iza Luke Rijeka.

## Vanjske poveznice
- Stranice Lučke uprave Ploče